# Ramaphatle
Ramaphatle is een dorp in het district Kweneng in Botswana. De plaats telt 719 inwoners (2011).